# Reiner E. Moritz
Reiner Eberhard Moritz (* Mai 1938 in Hannover) ist ein deutscher Filmregisseur und Filmproduzent. Moritz machte sich einen international anerkannten Namen im Bereich der Kunst- und Kulturdokumentationen, die er „mit Sachverstand und höchstem Qualitätsanspruch“ realisierte.

## Leben
Moritz studierte Musikwissenschaft, Germanistik und Romanistik. Er wurde 1970 an der Universität München über Untersuchungen zu den deutschsprachigen Reisebeschreibungen des 14.–16. Jahrhunderts promoviert. Seine berufliche Laufbahn begann er als Musikjournalist.
1977 gründete er die RM Creative Fernseh- und Film-GmbH in München, die heute noch besteht. 1978 folgte die Gründung der RM Arts Fernseh- und Film GmbH, die später an die Kirch-Gruppe überging und seit 2005 mit Rechten an etwa 900 Produktionen im Besitz der Arthaus Musik ist. RM Arts produzierte eine große Anzahl von Dokumentationen im Bereich Musik und bildende Kunst.
RM Arts stellte ab 1981 unter der Regie von Moritz für den WDR die Gemälde-Serie 1000 Meisterwerke her; Kameramann war Konrad Kotowski. Moritz kannte den russischen Komponisten Dmitri Schostakowitsch persönlich und erstellte 2014/15 über ihn die Dokumentation Ein Mann mit vielen Gesichtern.
2003 gründete er mit seiner Frau Elke Riemann-Moritz die Vertriebsfirma Poorhouse International Ltd. in London. Frau Riemann-Moritz arbeitet sowohl in der Geschäftsführung als auch in der Filmproduktion.

## Ehrungen
- 1976: Nominierung für den Emmy Award, Kategorie: Outstanding Classical Musical Program für Three by Balanchine with The New York City Ballet in PBS [15]
- 2000: Ehrenpreis für Lebenswerk, Mipcom in Cannes[4]
- 2007: Ehrenpreis der deutschen Schallplattenkritik [5]
- 2009: Ritterkreuz I. Klasse des Ordens des Löwen von Finnland [16]

## Filmographie (Auswahl)
| - 1981: 100 Meisterwerke aus den großen Museen der Welt (Serie) - 1991: Werner Tübke. Vom Abenteuer der Bildfindung - 1993: Otto Dix, das Auge der Welt, ISBN 978-3-7701-3307-9 - 2004: L'heure espagnole (Oper von Maurice Ravel) - 2006: The Real Rameau - 2008: Hélène Grimaud – Mit Wölfen leben - 2014: Tanz macht Fernsehgeschichte - 2015: Dmitri Schostakowitsch – Ein Mann mit vielen Gesichtern - 2018: Hans Zender – Mit den Sinnen denken | - 1972: Pink Floyd: Live at Pompeii - 1978: Monsieur René Magritte - 1984: Puccini - 1989: Rossinis Pasticcio oder Die Geburt der Kochkunst aus dem Geist der Komposition - 1992: Das Doppelleben des Arnold Bax - 1998: In Rehearsal: Christoph von Dohnányi with the Philharmonia Orchestra - 1999: Cloud Gate Dance Theatre: Songs of the Wanderers (Musik: polyphonische georgische Volkslieder vom Rustawi-Chor ) |

## Schriften
- Reiner E. Moritz (Hrsg.): Knaurs Musiklexikon. Droemer Knaur, München, 1. Auflage 1982, Leinen, ISBN 3-426-26067-0. Mit Beiträgen von James Galway, George Gruntz, Joachim Kaiser, William Mann, J. H. Kwabena Nketia, Claus Raab, Karl Schumann, Ravi Shankar und Erich Valentin.
- Das romantische Zeitalter. Übersetzt und bearbeitet von Reiner E. Moritz, Manuskript zur Sendereihe des Bayerischen Fernsehens. TR-Verlagsunion, München 1984, DNB 551278242.